# (1850) Kohoutek
Pour les articles homonymes, voir Kohoutek.
(1850) Kohoutek est un astéroïde de la ceinture principale découvert le 23 mars 1942 par l'astronome allemand Karl Wilhelm Reinmuth. Le lieu de découverte est Heidelberg (024). Sa désignation provisoire était 1942 EN.
Sa distance minimale d'intersection de l'orbite terrestre est de 0,951350 ua.